# Pniewo (gmina Bledzew)
Pniewo (niem. Osterwalde) – wieś w Polsce, położona w województwie lubuskim, w powiecie międzyrzeckim, w gminie Bledzew.
W latach 1975–1998 wieś położona była w województwie gorzowskim.

## Położenie
Niewielka osada śródleśna, oddalona ok. 7 km na zachód od Bledzewa. Pierwotne założenie przestrzenne jest już nieczytelne, kościół i zespół folwarczny zostały wyburzone. Wieś ma charakter wymierający. Przez Pniewo prowadzi pieszy szlak turystyczny z Bledzewa do Lubniewic.

## Integralne części wsi
| SIMC    | Nazwa   | Rodzaj      |
| ------- | ------- | ----------- |
| 0178583 | Osiecko | osada leśna |

## Historia
Wieś wzmiankowana w 1477 r. pod nazwą „Osterwald”, gdy stanowiła własność von Waldowów. W XVI w. istniał tu kościół, pierwotnie ryglowy, a od 1801 r. murowany, z szachulcową wieżą. Z pierwotnej zabudowy zachowały się resztki pierwotnego cmentarza przykościelnego.

## Obecnie
Polany Pniewskie są terenami rolniczymi. Zabudowania utraciły konstrukcje dachów, lecz ściany wielu domów wciąż stoją. Odsłonięta jest podmurówka kościoła, oraz nagrobki opisane po niemiecku oraz po polsku (większość czytelna). W centrum wsi znajduje się jeden budynek mieszkalny w stanie użytkowym. Kolejny jest oddalony o 700 m na południe a kolejne cztery o około 1,2 km na południe.